# Bisdom Bom Jesus da Lapa
Het bisdom Bom Jesus da Lapa (Latijn: Dioecesis Spelaeopolitana a Bono Iesu) is een rooms-katholiek bisdom met als zetel Bom Jesus da Lapa, in Brazilië. Het bisdom is suffragaan aan het aartsbisdom Vitória da Conquista.

## Geschiedenis
Het bisdom werd opgericht op 22 juli 1962, uit delen van de bisdommen Barra en Caetité, en was suffragaan aan het aartsbisdom Sao Salvador da Bahia. Op 16 januari 2002 wisselde het van kerkprovincie en werd suffragaan aan het nieuw verheven aartsbisdom Vitória da Conquista. 

## Parochies
Het bisdom had in 2020 een oppervlakte van 56.880 km2 en telde 422.710 inwoners waarvan 78,2% rooms-katholiek was.

## Bisschoppen
- José Nicomedes Grossi (28 augustus 1962 - 15 maart 1990)
  - João Nílton dos Santos Souza (coadjutor: 4 augustus 1986 - 31 augustus 1988)
- Francisco Batistela (18 april 1990 - 28 januari 2009)
- José Valmor César Teixeira (28 januari 2009 - 20 maart 2014)
- João Santos Cardoso (24 juni 2015 - 5 juli 2023)
- sedisvacatie

Vitória da Conquista (aartsbisdom) · Bom Jesus da Lapa · Caetité · Jequié · Livramento de Nossa Senhora